# The Way (wrestling)
The Way è stata una stable di wrestling attiva in WWE dal 2020 al 2022, formata da Austin Theory, Candice LeRae, Dexter Lumis, Indi Hartwell e Johnny Gargano.

## Nel wrestling

### Mosse finali
- Austin Theory
  - ATL – Austin Theory Launch (Fireman's carry cutter)

- Candice LeRae
  - Balls-Plex (Crotch clutch suplex)

- Dexter Lumis
  - Seated kata gatame

- Indi Hartwell
  - Big boot

- Johnny Gargano
  - One Final Beat (Slingshot DDT)

### Musiche d'ingresso
- Comin' Back For You dei CFO$

## Titoli e riconoscimenti
- WWE
  - NXT North American Championship (2) – Gargano
  - NXT Women's Tag Team Championship (1) – Hartwell e LeRae
  - NXT Year-End Award (1)
    - Future Star of NXT (2020) – Theory